# غراهام وارد (عالم عقيدة)
غراهام وارد (بالإنجليزية: Graham Ward)‏ هو عالم عقيدة بريطاني، ولد في 25 أكتوبر 1955.